# Dicrurus densus
Drongo-da-wallacea (Dicrurus densus) é uma espécie de ave da família Dicruridae.
É endémica da Indonésia.
Os seus habitats naturais são: florestas subtropicais ou tropicais húmidas de baixa altitude, florestas de mangal tropicais ou subtropicais e regiões subtropicais ou tropicais húmidas de alta altitude.